# 僕らの街で
「僕らの街で」（ぼくらのまちで）は、日本の男性アイドルグループ、KAT-TUNの3枚目のシングル。日本・台湾・香港で発売された。

## 概要
2006年10月より語学留学のためグループから一時期離れた、赤西仁を除いた5人でのシングル。初回限定盤、通常盤初回プレス仕様、通常盤の3種類での発売となり、ともに収録曲が異なる。初回限定盤には「僕らの街で」のビデオクリップを収録したDVDが同梱される。

## チャート成績
オリコンチャートでは集計上不利な木曜日の発売だったが、初動で約41万枚を売り上げ、史上初のデビュー以来シングル3作連続で初動40万枚突破、累計50万枚を超えた。2006年の初動売上のトップ3もこの3作が独占している。

## 収録曲

### CD
初回限定盤 , 通常盤初回プレス , 通常盤 
※は通常盤/初回プレス仕様、※※は通常盤・通常盤/初回プレス仕様のみ収録。
1. 僕らの街で
作詞・作曲・編曲：小田和正
  - 亀梨和也・田中聖出演 日本テレビ系ドラマ『たったひとつの恋』主題歌

シングル曲初のドラマタイアップ。
ジャニーズ事務所に所属するグループへの提供は初めてとなる小田和正が書き下ろした楽曲で、小田はレコーディングにも立ち合い、メンバーが作曲家とともにレコーディングするのは初めてであった。後に小田自身も『クリスマスの約束2006』（2006年12月28日、TBS系）や、2008年の全国ツアーの中でセルフカバーしており、「この曲を歌うと、みんなで夢を追いかけていた東北大の日々に帰れるんだ」と語っている[2]。
ミュージック・ビデオは、ドラマの舞台にもなっている横浜で撮影された。
2. Way of Love
作詞：ma-saya、作曲・編曲：江上浩太郎
3. Le ciel 〜君の幸せ祈る言葉〜【X'mas Remix 5 Version】※
作詞：SPIN、作曲：Akihito、編曲：ha-j
  - 28thシングル「Roar」ファンクラブ限定盤カップリングのリミックスバージョン

CDデビュー前から歌っているオリジナル曲をリミックスし、5人で再録されたもの。
4. 僕らの街で（オリジナル･カラオケ）※※
5. Way of Love（オリジナル･カラオケ）※※
6. Le ciel 〜君の幸せ祈る言葉〜【X'mas Remix 5 Version】（オリジナル･カラオケ）※

### DVD
※初回限定盤のみ
1. 「僕らの街で」ビデオ･クリップ